# Greenfield (Indiana)
Greenfield – miasto w Stanach Zjednoczonych, w centralnej części stanu Indiana, w hrabstwie Hancock.

## Klimat
Miasto leży w strefie klimatu kontynentalnego, wilgotnego, z gorącym latem, i surową zimą, należącego według klasyfikacji Köppena do strefy Dfa. Średnia temperatura roczna wynosi +11,2°C, a opady 1051,6 mm (w tym do 49,0 cm opadów śniegu). Średnia temperatura najcieplejszego miesiąca - lipca wynosi +23,8°C, natomiast najzimniejszego –2,4°C. Najniższa zanotowana temperatura wyniosła –33,9°C a najwyższa +42,8°C. Miesiącem o najwyższych opadach jest maj o średnich opadach wynoszących 114,3 mm, natomiast najniższe opady są w lutym i wynoszą średnio 58,4  mm.